# Spermacoce petraea
Spermacoce petraea är en måreväxtart som först beskrevs av Pires-o'brien, och fick sitt nu gällande namn av Rafaël Herman Anna Govaerts. Spermacoce petraea ingår i släktet Spermacoce och familjen måreväxter. Inga underarter finns listade i Catalogue of Life.